# Alexander Vandegrift
Alexander Archer Vandegrift (Charlottesville, 13 marzo 1887 – Bethesda, 8 maggio 1973) è stato un generale statunitense.
Durante la seconda guerra mondiale, comandò le truppe dei marines sbarcati a Guadalcanal nel corso della guerra contro il Giappone. Nel gennaio del 1944, quando la guerra era in pieno svolgimento, fu nominato 18º Comandante del corpo dei marines; nel marzo del 1945 ebbe l'onore di essere il primo marine a conseguire il grado di generale a 4 stelle mentre era ancora in servizio attivo.

## Inizio carriera militare
Figlio di un architetto, dopo aver studiato per tre anni all'Università della Virginia, nel 1908 fu ammesso nel Corpo dei marines dopo aver superato un lungo e difficile esame. Nel 1909 divenne sottotenente. Nel 1914 partecipò alla guerra contro il Messico, distinguendosi nella presa di Veracruz.

## Tra le due guerre
Dopo essere stato distaccato ad Haiti, ove raggiunse nel 1920 il grado di maggiore, fu più volte inviato in Cina e successivamente impiegato — con relativi ulteriori avanzamenti di grado — presso lo stato maggiore del Corpo dei marines. Nell'aprile del 1940 fu promosso brigadier-generale e nel marzo del 1942, pochi mesi dopo Pearl Harbor, divenne maggior generale.

## Seconda guerra mondiale

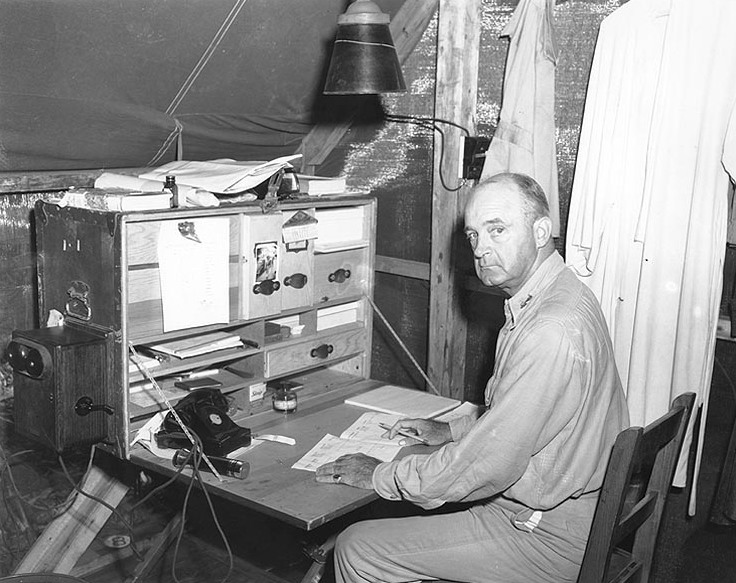
Il maggior generale Vandegrift, nel 1942, nella sua tenda a Guadalcanal

Nel 1942 comandò la 1ª divisione dei marines durante la campagna delle isole Salomone, a Tulagi e Gavutu, e poi nello sbarco a Guadalcanal, durante la omonima battaglia, rendendo virtualmente padroni dell'isola le truppe statunitensi fino al passaggio delle consegne al generale Patch, della fanteria statunitense; per queste vicende venne insignito dapprima della Navy Cross, poi della Medal of Honor, la più alta decorazione militare statunitense. Dal 7 agosto al 9 dicembre, in mesi di combattimenti ininterrotti, Vandegrift fu spesso di fatto in prima linea, visto che in più occasioni i giapponesi tentarono lo sfondamento nella zona dell'aeroporto di Henderson Field non riuscendo peraltro mai a superare completamente il perimetro dei marines, e riportando anzi gravissime perdite. La Battaglia di Henderson Field si risolse in una delle più dure sconfitte per i giapponesi, tanto che molti dei presenti parlarono di una vera e propria carneficina.